# 860
860 (DCCCLX) fue un año bisiesto comenzado en lunes del calendario juliano, en vigor en aquella fecha.

## Acontecimientos
- Ordoño I Rey de Asturias encomienda a su hermanastro el gobierno de la marca oriental del Reino, territorio que los árabes llamaban Al-Qila, "los castillos", por lo que Rodrigo de Castilla es nombrado primer Conde de Castilla.
- Reedificación de la fortaleza, erguida en Peña Amaya por el conde Rodrigo de Castilla.

## Fallecimientos
- 13 de enero - Ethelwulfo rey de Inglaterra.
- 20 de diciembre - Ethelbaldo de Wessex.